# UNESCO Volksschule Unterach
Die UNESCO Volksschule Unterach ist eine Volksschule in Unterach am Attersee im Bezirk Vöcklabruck in Oberösterreich.

## Pädagogische Arbeit, Ausstattung und Angebote
Die Schule ist eine von wenigen UNESCO Volksschulen in Österreich und die einzige in Oberösterreich.
Im Jahr 2018 wurde die Schule mit dem Sonderpreis für Pilotprojekt „Kinder- und Jugendpartizipation in der Gemeinde“ zum Österreichischen Schulpreis ausgezeichnet.